# Liuda Purėnienė

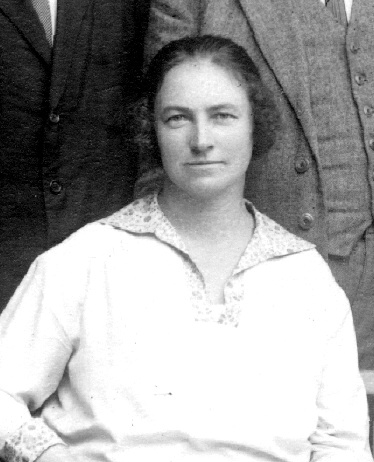
Liuda Purėnienė

Liuda Purėnienė-Vienožinskaitė (* 25. Oktober 1884 in Mataučizna, Gebiet Rokiškis; † 17. November 1972 in Kaunas) war eine litauische Juristin und Politikerin.

## Leben
Ihr Bruder war Justinas Vienožinskis. 1904 absolvierte sie das Gymnasium Jelgava. Von 1905 bis 1907 nahm sie an der Revolution in Russland teil. 1914 absolvierte sie die Kurse von Bestuschew in Petersburg und 1917 das Studium an der Universität Peterburg.
1918 kam sie nach Litauen und von 1921 bis 1961 arbeitete als Rechtsanwältin in Kaunas. Von 1922 bis 1927 war sie Mitglied im Seimas.
Sie war Mitglied der Lietuvos socialdemokratų partija.

## Familie
Liuda Purėnienė-Vienožinskaitė war mit Antanas Purėnas-Vienožinskis verheiratet.